# Xã Franklin, Quận Putnam, Indiana
Xã Franklin (tiếng Anh: Franklin Township) là một xã thuộc quận Putnam, tiểu bang Indiana, Hoa Kỳ. Năm 2010, dân số của xã này là 1.690 người.